# Yitong
Der Autonome Kreis Yitong der Mandschu (chinesisch 伊通滿族自治縣 / 伊通满族自治县, Pinyin Yītōng Mǎnzú zìzhìxiàn; mandschurisch ᡳᡨᡠ
ᠮᠠᠨᠵᡠ
ᠪᡝᠶᡝ
ᡩᠠᠰᠠᠩᡤᠠ
ᠰᡳᠶᠠᠨ, Itu Manju Beye Dasangga Siyan) ist ein nordostchinesischer autonomer Kreis der Mandschu in der bezirksfreien Stadt Siping im westlichen Teil der Provinz Jilin. Er hat eine Fläche von 2.491 km² und zählt 475.245 Einwohner (Stand: Zensus 2010). Sein Hauptort ist die Großgemeinde Yitong (伊通镇). Sein Name rührt von dem Fluss Yitong He (伊通河) her, der durch sein Gebiet fließt.

## Administrative Gliederung
Yitong setzt sich aus neun Großgemeinden und dreizehn Gemeinden zusammen.
- Großgemeinde Yitong (伊通镇)
- Großgemeinde Yingchengzi (营城子镇)
- Großgemeinde Kaoshan (靠山镇)
- Großgemeinde Ma’anshan (马鞍山镇)
- Großgemeinde Dashushan (大孤山镇)
- Großgemeinde Xiaohushan (小孤山镇)
- Großgemeinde Yidan (伊丹镇)
- Großgemeinde Jingtai (景台镇)
- Großgemeinde Xiwei (西苇镇)

- Gemeinde Wuyi (五一乡)
- Gemeinde Xinjia (新家乡)
- Gemeinde Aimin (爱民乡)
- Gemeinde Dongjianshan (东尖山乡)
- Gemeinde Sandao (三道乡)
- Gemeinde Huanglingzi (黄岭子乡)
- Gemeinde Banshimiao (板石庙乡)
- Gemeinde Dijuzi (地局子乡)
- Gemeinde Toudao (头道乡)
- Gemeinde Erdao (二道乡)
- Gemeinde Xinxing (新兴乡)
- Gemeinde Fazhan (发展乡)
- Gemeinde Moliqing (莫里青乡)